# Offaly GAA
Le Offaly County Board of the Gaelic Athletic Association ou plus simplement Offaly GAA est une sélection de sports gaéliques basée dans la province du Leinster. Elle est responsable de l’organisation des sports gaéliques dans le Comté d'Offaly et des équipes qui le représente dans les rencontres inter-comtés.

## Histoire
Après le lancement d’un plan de développement du hurling par la GAA dans les années 1970 auprès des comtés non traditionnellement actifs dans ce sport, le Comté d’Offaly  a été le premier à récolter les bénéfices de ce développement. L’équipe d’Offaly gagne da	ns les années 1980 6 titres de champions du Leinster, mais surtout le titre de champion d’Irlande lors du All-Ireland 1981.
Depuis cette date Offaly a gagné trois autres titres de champion d'Irlande. Leur victoire la plus spectaculaire a été celle de 1994. Cette finale a gagné le surnom de « finale des cinq minutes » car Offaly a réalisé pendant les cinq dernières minutes du match le plus grand comeback de l’histoire du hurling : alors que Limerick GAA était en train de gagner largement le match, Offaly a marqué 2 buts et 5 points dans les cinq dernières minutes gagnant ainsi le match sur le score final de 3-16 à 2-13.

## Palmarès

### Football gaélique
- All-Ireland Senior Football Championships : 3
  - 1971, 1972, 1982
- Ligue nationale de football gaélique : 1
  - 1998
- Leinster Senior Football Championships : 10
  - 1960, 1961, 1969, 1971, 1972, 1973, 1980, 1981, 1982, 1997

### Hurling
- All-Ireland Senior Hurling Championships : 4
  - 1981, 1985, 1994, 1998
- Ligue nationale de hurling : 1
  - 1991
- Leinster Senior Hurling Championships : 9
  - 1980, 1981, 1984, 1985, 1988, 1989, 1990, 1994, 1995